# Oriano (San Paolo)
Oriano è una frazione del comune di San Paolo. È stato un comune autonomo fino al 17 novembre 1927, quando fu aggregato al comune di Pedergnaga originando l'attuale ente municipale.
Appartenente alla Bassa Bresciana, si trova a ventisei chilometri in direzione sud rispetto a Brescia e a trenta chilometri in direzione nord rispetto a Cremona.

## Origini del nome
Il toponimo non è identificabile con sicurezza. Secondo alcuni studiosi il nome della frazione potrebbe discendere da Urianus, corruzione dell'appellativo latino Aurelianus, ampiamente testimoniato nelle epigrafi della zona, mentre altri propendono per la derivazione dal termine celtico urus, "bue selvatico".

## Storia
La località, in un territorio boscoso originariamente occupato da popolazioni cenomani, si sarebbe sviluppata solo in epoca romana all'interno del pagus Farraticanus, che era un distretto nella parte meridionale dell'agro bresciano.
Nel V secolo sorse la pieve dedicata a Santa Maria Assunta, la cui presenza è testimoniata fino dall'VIII secolo. La sua giurisdizione si estendeva su diversi abitati dei dintorni come Farfengo, oltre che su Pedergnaga, Scarpizzolo, Cremezzano e Trignano.
Intorno all'anno 1000 il paese venne distrutto, forse nel corso della contesa per la corona d'Italia fra Arduino d'Ivrea e l'imperatore Enrico II, ma se ne ignorano le cause precise. La tradizione si limita a ricordare che la sua popolazione sarebbe fuggita in gran parte trovando poi rifugio a Treviglio. Qui si sarebbe stabilita nel quartiere sudorientale, alle cui mura, ampliate, venne aggiunta una porta, detta appunto di Oriano, facendone aumentare il numero di abitanti.
L'antico borgo della bassa bresciana comunque sopravvisse (o risorse) e nel XII secolo è di nuovo attestata la sua appartenenza ai feudi dei conti di Martinengo, discendenti dei Gisalbertini di Bergamo, che ne mantennero il possesso anche durante il periodo della dominazione veneta con i rami familiari Cesaresco prima e Padernello poi. Nell'attuale abitato, nei pressi della chiesa di Santa Maria Assunta, è tuttora visibile un palazzo del XVI secolo appartenuto alla famiglia Martinengo.
Nella stessa epoca è attestata la presenza di un castello, sostituito in epoche successive dai Martinengo da un podere.
La presenza del Comune è attestata dall'Estimo visconteo del 1385, secondo il quale appartenne alla Quadra di Quinzano. Durante l'epoca veneta fu mantenuto nella stessa quadra, sebbene l'estensore della Descrizione delle terre bresciane (1483) ne descriva l'appartenenza al vicariato di Pompiano, mentre il feudo risulta essere dei Martinengo.
Il podere dell'area del castello fu abbattuto dopo il 1634 a seguito di una sentenza del Senato veneziano nei confronti di Alessandro Colleoni, appartenente al ramo dei Martinengo, che era stato giudicato colpevole di violenze ed assassini.
Nel Settecento è attestata sia la presenza della municipalità, sempre appartenente alla quadra quinzanese, sia il feudo dei Martinengo, iscritto tra le Terre esenti delle Comunità feudali e privilegiate.
L'occupazione francese del territorio bresciano (maggio 1796), la successiva istituzione della Repubblica Bresciana (marzo 1797) e l'incorporamento di questa nel Dipartimento del Mella della Repubblica Cisalpina (novembre 1797) apportò diverse modifiche giurisdizionali e amministrative. Fu abolito il feudo, unificando il territorio esente da quello non esente, ovvero il comune, il quale fu inserito nel cantone delle pianure (maggio 1797). L'anno seguente con il riordino amministrativo della cisalpina, la municipalità entrò a far parte del Distretto dello Strone (maggio) e quindi nel distretto delle Pianure (ottobre), entrambi appartenenti al Dipartimento del Mella.
Oriano fu poi occupata dalle forze austro-russe (1799-1800), per poi ritornare alla Cisalpina (1800). Nel 1801, con la riorganizzazione della seconda repubblica cisalpina fu assegnato al Distretto III di Verola Alghisi e al suo interno vi rimase durante l'epoca della napoleonica Repubblica Italiana.
Con l'avvento del napoleonico regno d'Italia, invece, ad Oriano furono assegnati i territori dei soppressi comuni di Pedergnaga e Trignano (giugno 1805). Di conseguenza la municipalità cambiò nome in Oriano con Pedergnaga e Trignano e fu assegnata al Cantone IV di Orzinuovi, a sua volta facente parte del Distretto II di Chiari del Dipartimento del Mella. Cinque anni dopo, ottenne anche i territori dei soppressi comuni di Cremezzano, Scarpizzolo e Padernello con Mottella.
Dopo il Congresso di Vienna (1815), il territorio bresciano fu assegnato al Regno Lombardo-Veneto, retto dalla Casa d'Asburgo. Il comune di Oriano perdette le acquisizioni del periodo napoleonico: nel 1816 furono disaggregati i comuni di Cremezzano, Padernello con Motella e Scarpizzolo, mentre solo l'anno seguente fu la volta di Pedergnaga e Trignano, i quali furono riuniti in un'unica municipalità. Oriano fu assegnato al Distretto XII di Orzinuovi (dal 1853, XIV) della Provincia di Brescia.
A seguito degli eventi della seconda guerra d'indipendenza italiana e il passaggio delle province lombarde al Regno di Sardegna (dal 1861, Regno d'Italia), Oriano fu assegnato al mandamento III di Orzinuovi, appartenente al circondario II di Chiari della nuova provincia di Brescia.
Rimase comune autonomo fino al 17 novembre 1927, quando fu soppresso con Regio Decreto 2217/1927. Il suo territorio fu assegnato a quello di Pedergnaga, il quale l'anno seguente si tramutò in Pedergnaga Oriano (dal 1964 San Paolo).